# Victor Miller
Victor Brooke Miller (Nova Orleans, 14 de maio de 1940) é um roteirista, produtor cinematográfico e ator norte-americano. Ele é mais conhecido por ter escrito o roteiro original de Friday the 13th (1980), um filme de terror cuja popularidade gerou uma extensa série cinematográfica. Miller não se envolveu com nenhuma das sequências do filme, embora continue sendo creditado pela criação dos personagens Jason Voorhees, sua mãe Pamela e a heroína Alice Hardy. Também escreveu para algumas telesséries, entre elas All My Children, pela qual venceu três prêmios Emmy e quatro Writers Guild of America Awards. Seu trabalho na televisão inclui ainda episódios de One Life to Live, Guiding Light  e Another World.

## Primeiros anos e educação
Miller nasceu em Nova Orleans, Louisiana, filho de Barbara Leovy e John Dabney Miller Jr. Na infância, viveu com sua família em diferentes regiões dos Estados Unidos. Enquanto frequentava a Milton Academy na cidade de Milton, Massachusetts, desenvolveu um "caso de amor para toda a vida" com a linguagem, começando a expressar suas emoções de adolescente por meio da escrita de histórias imaginativas. Ele afirmou que "sempre quis ser famoso" e tentou inicialmente se tornar ator, mas percebeu que não tinha muita vocação para tal ao cursar teatro na Yale College em New Haven, Connecticut. Então decidiu investir em suas habilidades com a escrita e fez vários cursos de redação criativa oferecidos pela instituição. Graduou-se em Inglês na Yale em 1962 e também obteve um Mestrado em crítica literária pela Universidade Tulane.

## Carreira

### Primeiros trabalhos
Após a graduação, Miller trabalhou durante um ano com programação de televisão na agência de publicidade Benton & Bowles Advertising, em Nova Iorque. Durante a década de 1960, também trabalhou no departamento de educação do American Shakespeare Theatre em Stratford, Connecticut, além de ter frequentado aulas de dramaturgia por um ano no estúdio de Herbert Berghof, em Nova Iorque. A partir daí, passou a manter-se financeiramente escrevendo peças teatrais e romantizações de programas televisivos como Kojak. Em meados da década de 1970, entrou para a indústria cinematográfica, roteirizando os filmes família The Black Pearl, o qual adaptou de um romance homônimo de Scott O'Dell, e Here Come the Tigers. Entretanto, esses dois longa-metragens, ambos de baixo orçamento, causaram prejuízos para seus produtores.

### Friday the 13th
Enquanto trabalhava em seus primeiros filmes, Miller conheceu o produtor Sean S. Cunningham que, entusiasmado com o sucesso comercial de Halloween (1978), dirigido por John Carpenter, propôs uma parceria para desenvolver um filme de terror com potencial de se tornar um sucesso financeiro. Embora preferisse escrever comédias, Miller aceitou o desafio. Ele assistiu a Halloween e percebeu que as melhores histórias assustadoras "exploram terrores primitivos" da psique e criam uma "montanha-russa de tensão crescente", com reviravoltas que chocam o público. Assim, ele criou a história de Pamela Voorhees, uma mãe que ficou psicótica depois que seu filho Jason se afogou devido à negligência dos responsáveis por um acampamento de verão; como vingança, ela começa a matar os monitores do local. Surgia assim o enredo de Friday the 13th, no qual o escritor disse ter investido no suspense: "Estávamos tentando, à nossa maneira neófita, ser 'hitchcockianos' nesse sentido. O gore em si não era importante".
Dirigido por Cunningham, Friday the 13th estreou nos cinemas em 1980 e atingiu o público entre 13 e 24 anos. Tornou-se o maior êxito cinematográfico do roteirista, tendo arrecadado 59 754 601 dólares em todo o mundo, ante seu orçamento muito baixo de 550 000 dólares. Miller afirmou que, seis meses antes do lançamento, ele e sua esposa estavam "falidos" e acrescentou: "Nunca, nem em meus sonhos mais loucos, pretendi escrever um filme de terror, muito menos um filme de sucesso". A produção originou uma longa série de sequências, tornando-se uma das franquias de terror mais lucrativas nos Estados Unidos, com uma arrecadação de 821,41 milhões de dólares em 2017, segundo uma estimativa da Forbes. O primeiro longa-metragem é o único que teve o envolvimento de Miller. Ele diz que não viu nenhum dos outros filmes porque não aprova que Jason Voorhees seja o vilão principal, pois na obra original a assassina era a mãe do personagem e este, apenas uma vítima.

### Trabalhos posteriores
Após o sucesso de Friday the 13th, Miller escreveu vários outros roteiros cinematográficos, incluindo A Stranger Is Watching (1982), adaptação do romance de Mary Higgins Clark publicado em 1977; esse filme também foi dirigido por Cunningham, que na época se recusou a dirigir Friday the 13th Part 2 para trabalhar com Miller novamente. Algum tempo depois, o roteirista retornou à televisão no ramo das soap operas diurnas. Por duas décadas, escreveu episódios para All My Children, Another World, Guiding Light, One Life to Live e General Hospital. Ele se aposentou das telesséries em 2002, mas continuou com vários projetos de roteirização. Entre 2007 e 2008, aderiu à greve dos roteiristas dos Estados Unidos, participando de piquetes em São Francisco e Nova Iorque.
Sobre produções de terror, afirmou em 2006: "Pensei em escrever outro filme de terror, mas meu coração nunca esteve nisso. Vou a qualquer lugar para ver uma comédia. Eu realmente não vou ao cinema de terror". Apesar disso, voltou a escrever obras do gênero, tais como Rock Paper Dead (2018), dirigido por Tom Holland, e Eden Falls, thriller de horror com estreia originalmente prevista para 2017, mas que teve o lançamento adiado. Também envolveu-se em uma prolongada disputa judicial com Cunningham, ainda não totalmente solucionada, para obter os direitos do filme original da série Friday the 13th e, assim, garantir o controle de futuras produções da franquia.

## Vida pessoal
Miller tem três irmãos e uma irmã. Após graduar-se na Yale College em 1962, casou-se com Elizabeth Couzens Thurston (Tina), quem ele afirmou ter sido a principal incentivadora de sua permanência na profissão de escritor. Com Thurston, ele teve dois filhos: Joshua Galleher e Ian Dabney Miller. Nascido em 1968, Ian é o mais velho e seguiu carreira musical, tornando-se baixista na banda de heavy metal Kowloon Walled City. O roteirista considera-se "parcialmente vegetariano" e possui cerca de 16 tatuagens em seu corpo; ele vê cada uma delas como "um registro ou diário do que lhe interessava na época". Em 2001, mudou-se com a esposa para a região litorânea de Alameda, Califórnia, para ficar perto dos filhos. A fortuna de Miller é estimada em 10 milhões de dólares.
Em junho de 1980, o Washington Post publicou um artigo de Miller no qual ele comentou sobre o impacto do sucesso de Friday the 13th em sua vida particular e como lidou com as críticas negativas que o filme recebeu; ele disse: "Meus filhos estão orgulhosos; meus vizinhos, horrorizados; meus pais, chocados; meus amigos, perplexos; e meu agente, eufórico". O roteirista chamou Jason Voohrees inicialmente de Joshua, o mesmo nome de seu filho, mas mudou de ideia para evitar futuras consequências para o jovem (seus filhos tinham onze e sete anos na época). Ao combinar os nomes "Josh" e "Ian", ele chegou a "Jason", um nome que sempre considerou "meio assustador". Miller relatou não ter sentido proteção maternal na infância, o que foi a base para criar a Sra. Voorhees: "[a personagem] foi a mãe que eu nunca tive. Era a mãe mais protetora, de um jeito muito doente". Em 2018, ele lançou o curta-metragem Moter's Milk, um projeto pessoal que aborda o relacionamento entre ele e sua mãe.

## Filmografia

### Cinema
| Ano  | Título                     | Função                                | Notas                                                      | Ref.          |
| ---- | -------------------------- | ------------------------------------- | ---------------------------------------------------------- | ------------- |
| 1977 | The Black Pearl            | Roteirista                            | Adaptação do romance de Scott O'Dell (1967)                | [ 6 ] [ 23 ]  |
| 1978 | Manny's Orphans            | Roteirista, ator                      | Título alternativo: Kick                                   | [ 3 ] [ 24 ]  |
| 1978 | Here Come the Tigers       | Roteirista                            | Sob o pseudônimo Arch McCoy                                | [ 25 ] [ 26 ] |
| 1980 | Friday the 13th            | Roteirista                            | Sequências baseadas em personagens do roteiro original     | [ 1 ] [ 15 ]  |
| 1982 | A Stranger Is Watching     | Roteirista                            | Adaptação do romance de Mary Higgins Clark (1977)          | [ 11 ]        |
| 1995 | Jury Duty                  | Roteirista                            |                                                            | [ 27 ]        |
| 1997 | Asylum                     | Roteirista                            |                                                            | [ 27 ]        |
| 2010 | Close Encounter of Mahjong | Produtor                              | Também tradutor                                            | [ 3 ] [ 28 ]  |
| 2011 | Dream Weaver Chronicles 1  | Ator                                  |                                                            | [ 3 ]         |
| 2012 | Punishment                 | Supervisor, revisor e editor de texto | Títulos alternativos: Down The Road, Nobody Gets Out Alive | [ 29 ] [ 30 ] |
| 2012 | Deliverance from Evil      | Ator                                  | Participação especial                                      | [ 3 ] [ 31 ]  |
| 2017 | Rock Paper Dead            | Roteirista, produtor, ator            | Título alternativo: Rock, Paper, Scissors                  | [ 3 ] [ 13 ]  |
| 2018 | Mother's Milk              | Ator                                  | Curta-metragem                                             | [ 22 ] [ 32 ] |

### Televisão
| Ano       | Título           | Função                         | Ref.         |
| --------- | ---------------- | ------------------------------ | ------------ |
| 1983      | One Life to Live | Roteirista principal associado | [ 3 ] [ 33 ] |
| 1985-2006 | All My Children  | Roteirista principal associado | [ 3 ] [ 34 ] |
| 1987      | Guiding Light    | Roteirista principal associado | [ 3 ] [ 33 ] |
| 1990-1995 | Another World    | Sub-roteirista                 | [ 3 ] [ 35 ] |
| 2002      | General Hospital | Roteirista                     | [ 3 ] [ 33 ] |

## Prêmios e indicações
| Ano  | Prêmio                         | Categoria                                       | Obra            | Resultado | Ref.   |
| ---- | ------------------------------ | ----------------------------------------------- | --------------- | --------- | ------ |
| 1985 | Emmy do Daytime                | Melhor roteiro (Drama)                          | All My Children | Venceu    | [ 36 ] |
| 1988 | Emmy do Daytime                | Melhor roteiro para uma série dramática diurna  | All My Children | Venceu    | [ 37 ] |
| 1991 | Writers Guild of America Award | Telessérie diurna                               | All My Children | Indicado  | [ 38 ] |
| 1994 | Writers Guild of America Award | Telessérie diurna                               | Another World   | Indicado  | [ 39 ] |
| 1994 | Emmy do Daytime                | Melhor equipe de roteiristas em série dramática | Another World   | Indicado  | [ 40 ] |
| 1998 | Emmy do Daytime                | Melhor equipe de roteiristas em série dramática | All My Children | Venceu    | [ 41 ] |
| 1999 | Writers Guild of America Award | Telessérie diurna                               | All My Children | Venceu    | [ 42 ] |
| 1999 | Emmy do Daytime                | Melhor equipe de roteiristas em série dramática | All My Children | Indicado  | [ 43 ] |
| 2000 | Writers Guild of America Award | Telessérie diurna                               | All My Children | Indicado  | [ 44 ] |
| 2001 | Writers Guild of America Award | Telessérie diurna                               | All My Children | Venceu    | [ 42 ] |
| 2001 | Emmy do Daytime                | Melhor equipe de roteiristas em série dramática | All My Children | Indicado  | [ 45 ] |
| 2002 | Emmy do Daytime                | Melhor equipe de roteiristas em série dramática | All My Children | Indicado  | [ 46 ] |
| 2002 | Writers Guild of America Award | Telessérie diurna                               | All My Children | Venceu    | [ 42 ] |
| 2004 | Writers Guild of America Award | Telessérie diurna                               | All My Children | Venceu    | [ 42 ] |
| 2004 | Emmy do Daytime                | Melhor equipe de roteiristas em série dramática | All My Children | Indicado  | [ 47 ] |
| 2006 | Writers Guild of America Award | Telessérie diurna                               | All My Children | Indicado  | [ 48 ] |
| 2007 | Writers Guild of America Award | Telessérie diurna                               | All My Children | Indicado  | [ 49 ] |
| 2017 | Nightmares Film Festival       | Melhor roteiro de longa-metragem                | Rock Paper Dead | Venceu    | [ 50 ] |